# Simulation Theory
Simulation Theory je osmé studiové album anglické rockové skupiny Muse. Vydáno bylo 9. listopadu roku 2018 společností Warner Bros. Records. Jeho vydání bylo oznámeno koncem srpna toho roku. Již dříve bylo zveřejněno několik písní. Na desce se podílelo několik producentů, mezi něž patří také Timbaland, Shellback, Rich Costey a Mike Elizondo.

## Seznam skladeb
1. Algorithm
2. The Dark Side
3. Pressure
4. Propaganda
5. Break It to Me
6. Something Human
7. Thought Contagion
8. Get Up and Fight
9. Blockades
10. Dig Down
11. The Void